# هنری اساوا تنر
هنری اساوا تَنِر (انگلیسی: Henry Ossawa Tanner; ۲۱ ژوئن ۱۸۵۹ – ۲۵ مهٔ ۱۹۳۷) نقاش سیاه‌پوست اهل ایالات متحده آمریکا بود. او نخستین نقاش آفریقایی-آمریکایی بود که به شهرت بین‌الملی رسید. تنر در آکادمی هنرهای زیبای پنسیلوانیا تحصیل کرد و از نقاشان محبوب توماس ایکینز بود که در آنجا تدریس می‌کرد.

## نگارخانه

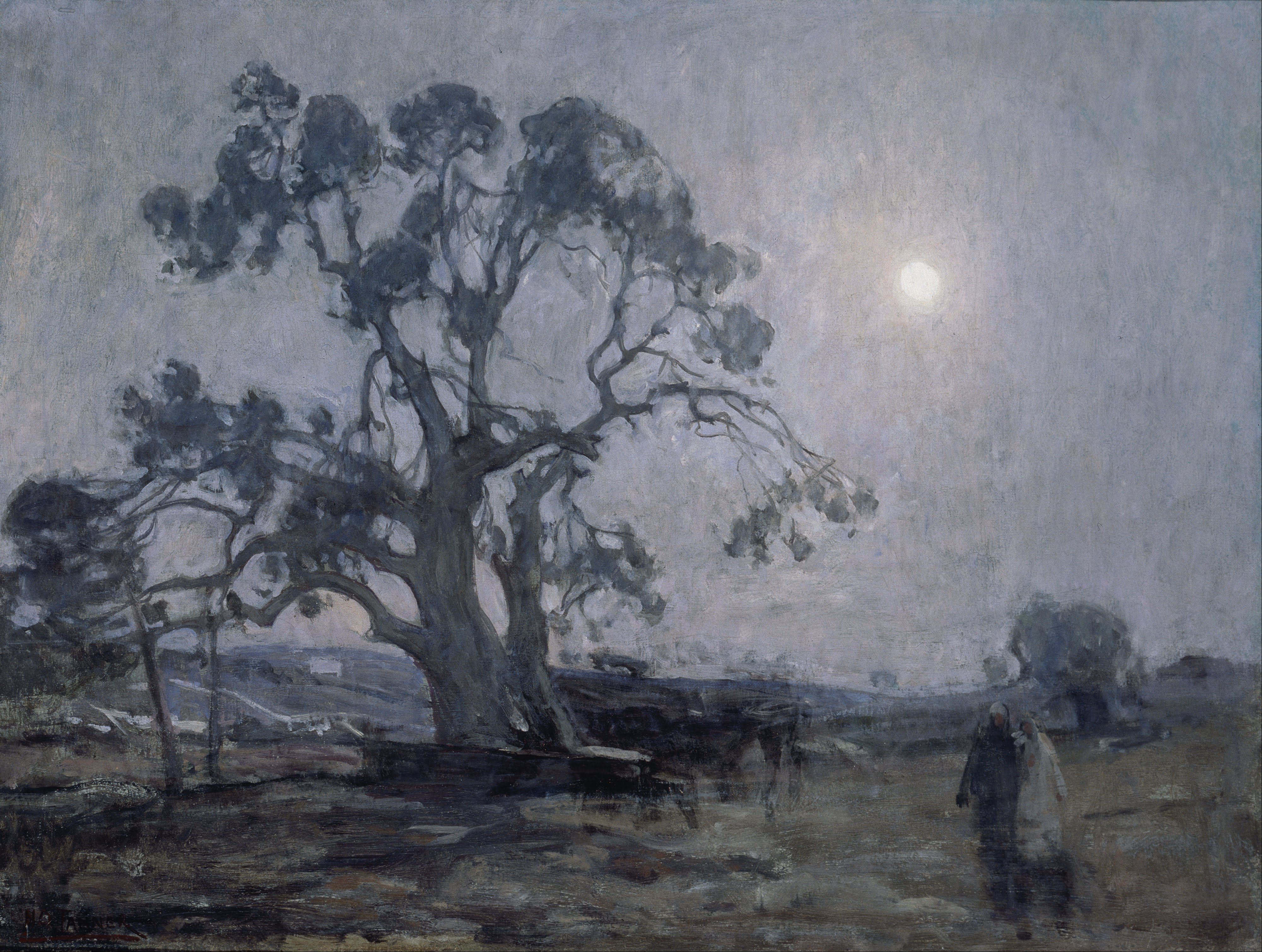
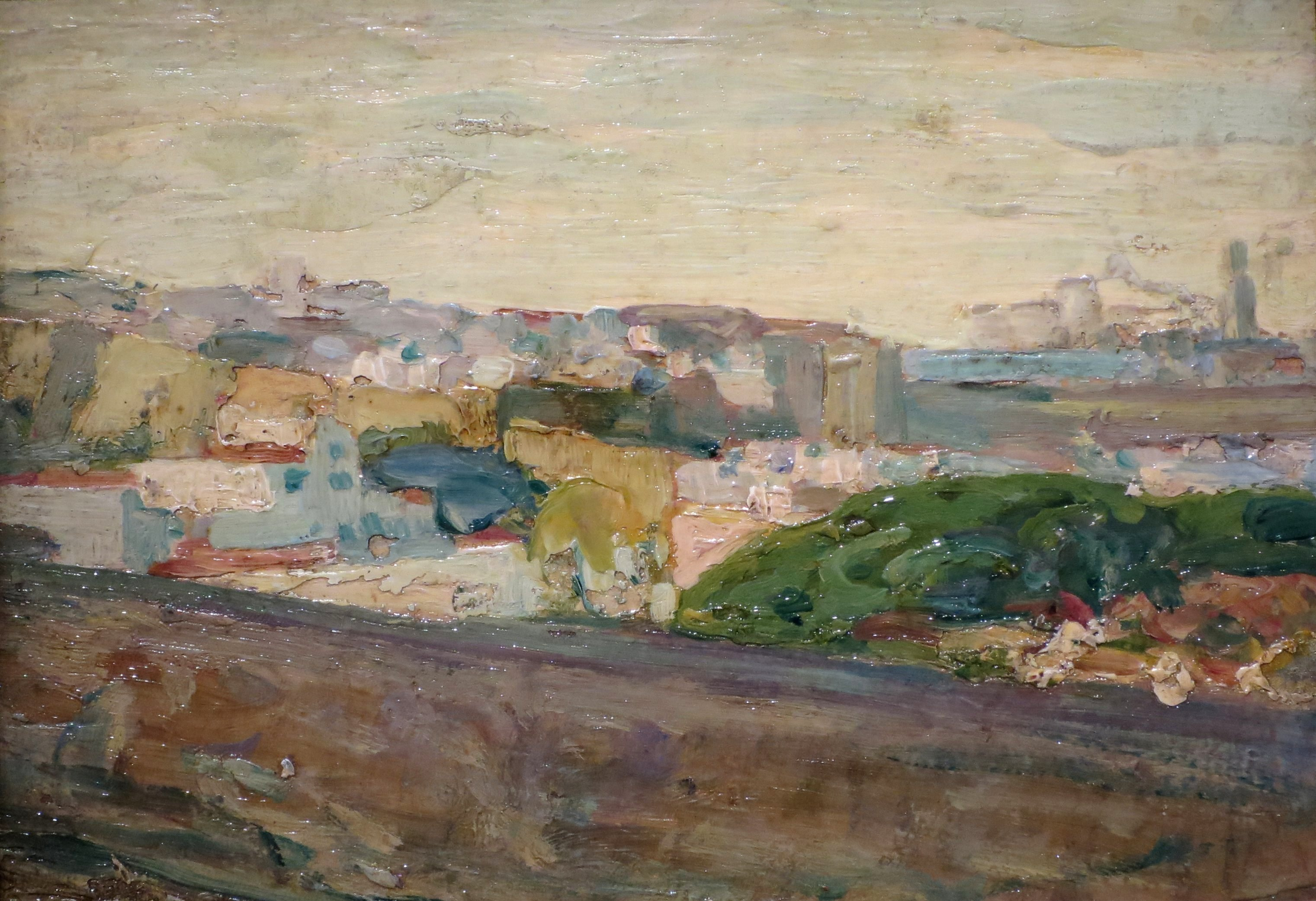
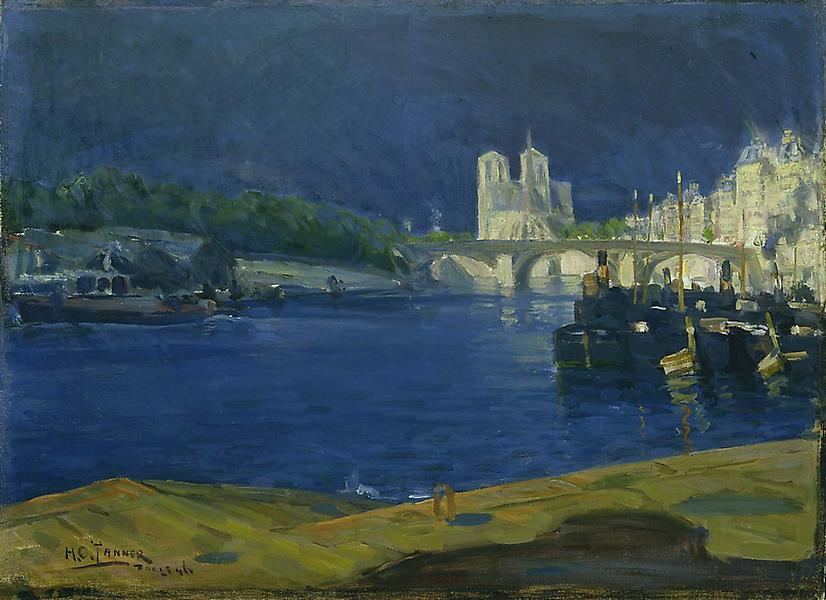
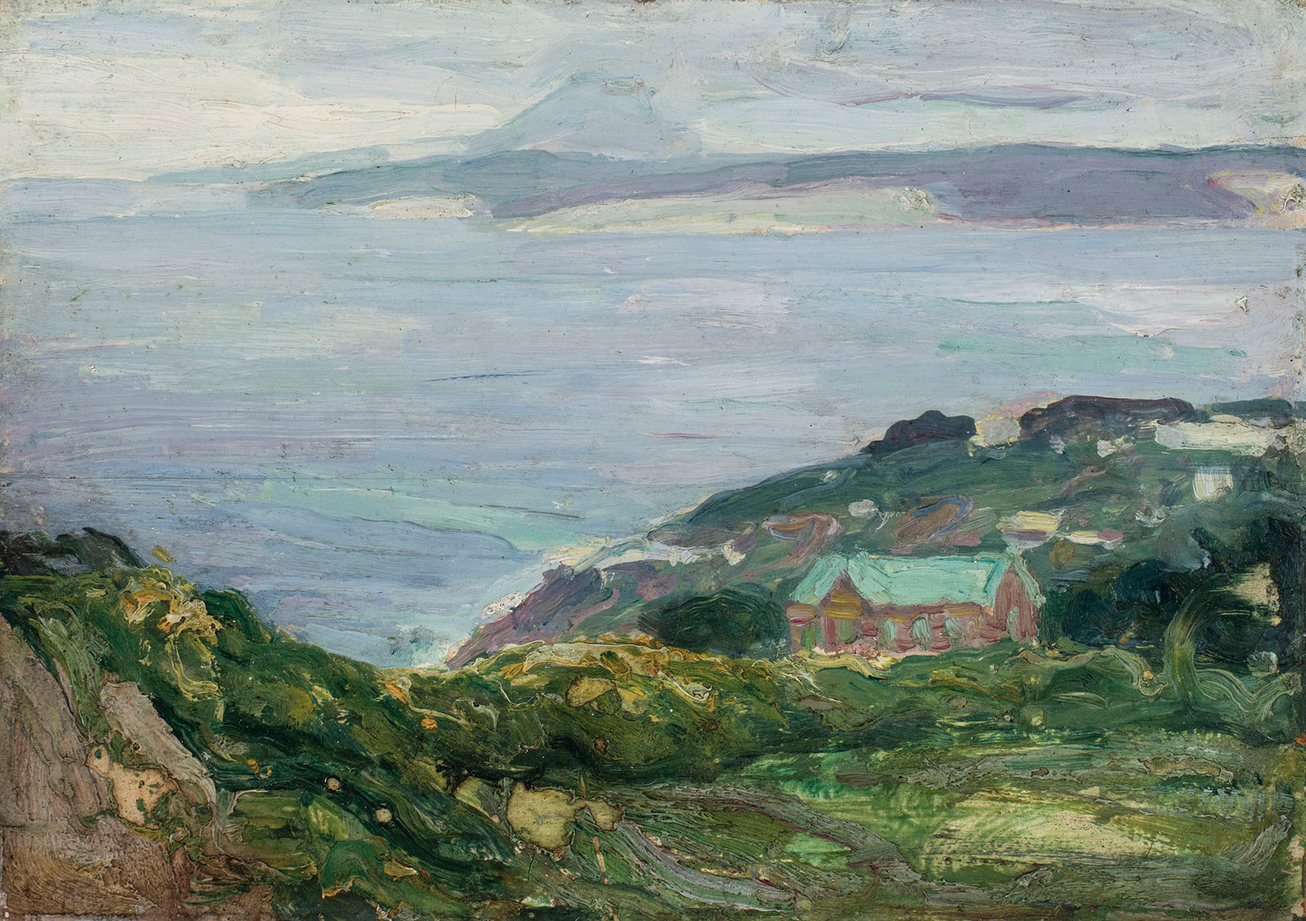
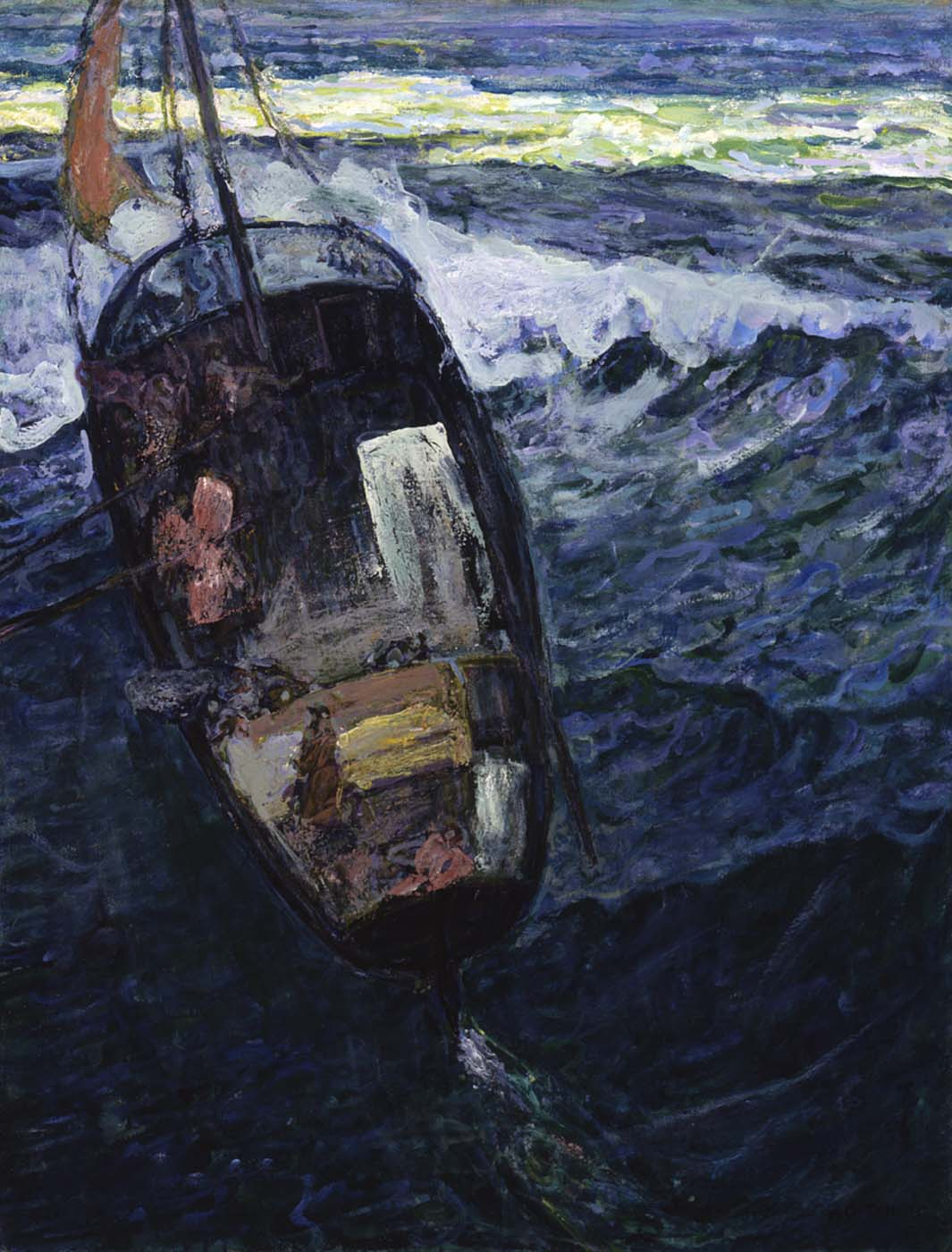
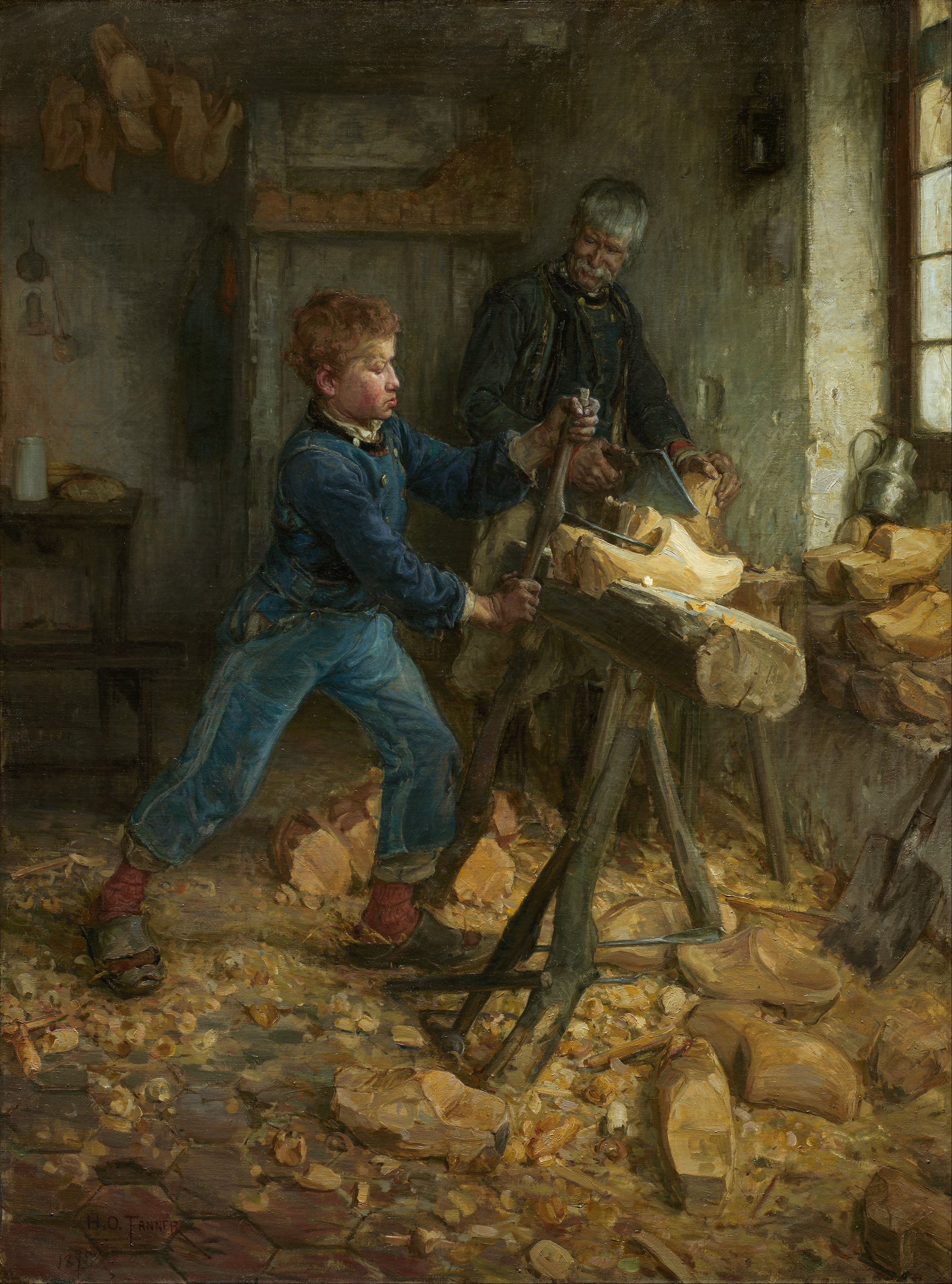
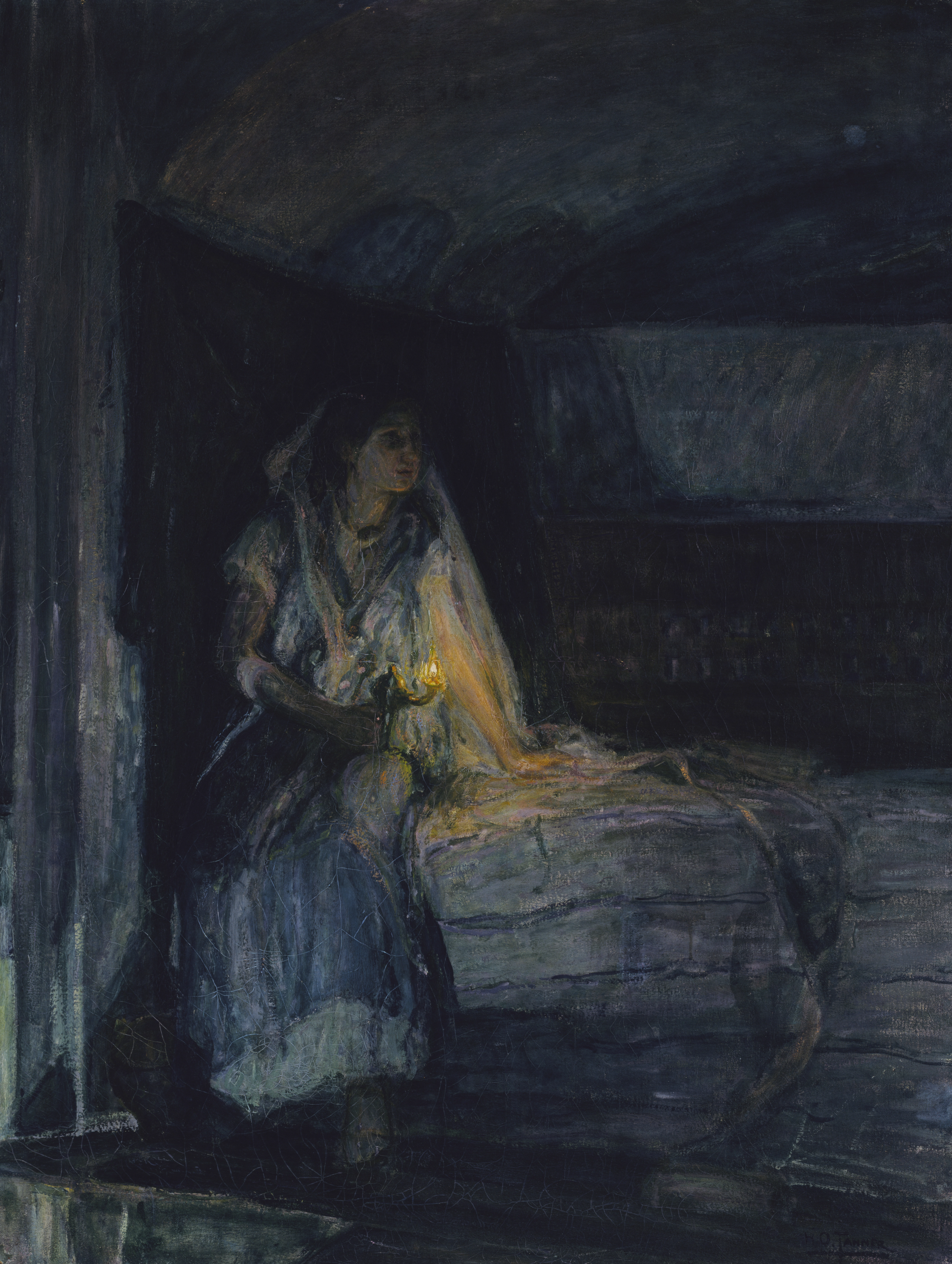
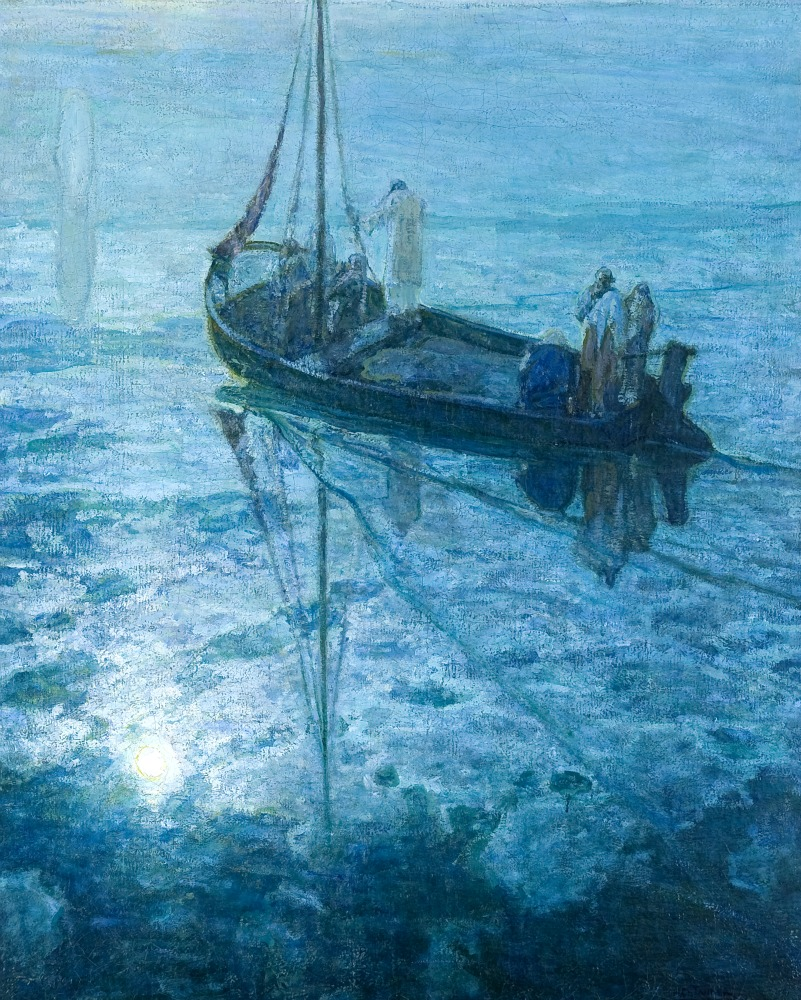
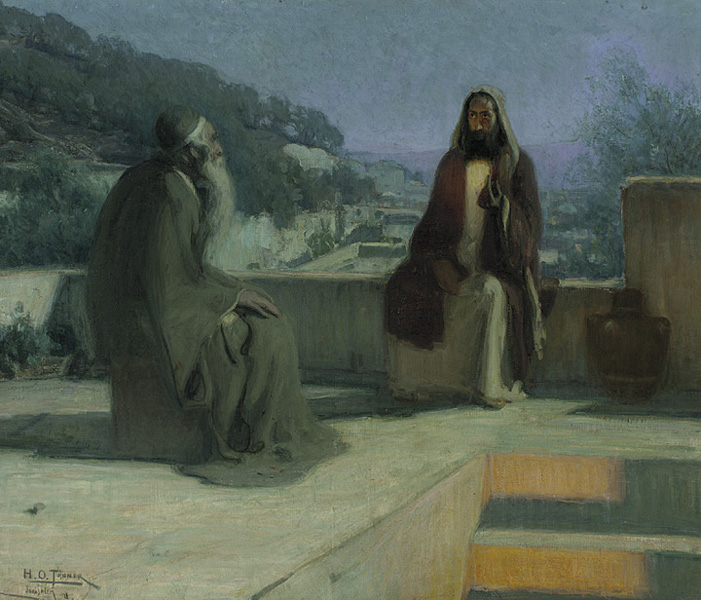
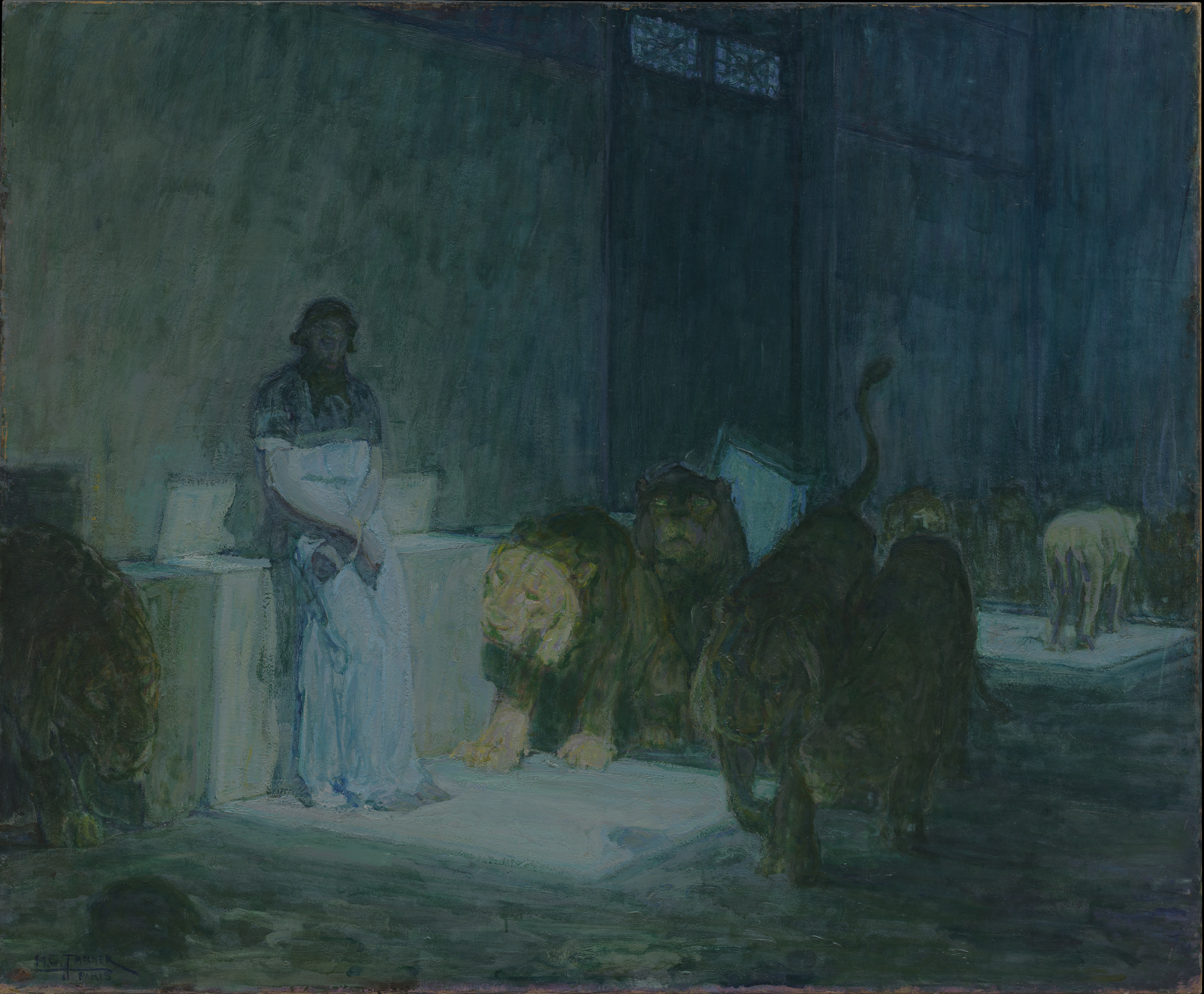
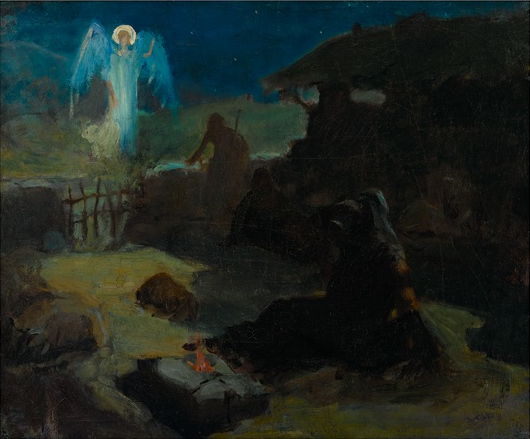